# Moritz Wagner (Basketballspieler)
Victor Moritz Wagner (* 26. April 1997 in Berlin) ist ein deutscher Basketballspieler, der seit April 2021 bei den Orlando Magic in der nordamerikanischen Profiliga NBA unter Vertrag steht. Bei einer Größe von 2,11 Metern kommt er auf der Power-Forward- und Center-Position zum Einsatz. Er wurde mit der deutschen Nationalmannschaft 2023 Weltmeister.
Wagner spielte für Alba Berlin in der deutschen Bundesliga (BBL), von 2015 bis 2018 an der University of Michigan für die Wolverines und wechselte 2018 in die NBA. Im Draft-Verfahren hatten sich die Los Angeles Lakers die Rechte am Berliner gesichert, die im Zuge des Anthony-Davis-Tausches nach einer Saison an die Washington Wizards gingen. Er stand von März bis April 2021 bei den Boston Celtics unter Vertrag. Seither ist er bei Orlando Magic, wo er mittlerweile mit seinem jüngeren Bruder Franz Wagner zusammen spielt, der ebenfalls aus Berlin an die University of Michigan und dann in die NBA wechselte.

## Leben
Wagner ist Sohn von Beate Wagner und mit seinem jüngeren Bruder Franz im Berliner Ortsteil Prenzlauer Berg aufgewachsen, wo er die Thomas-Mann-Grundschule besuchte.

## Laufbahn

### Alba Berlin
Wagner spielte in der Jugend von Alba Berlin und kam in der Saison 2011/12 erstmals in der U16-Bundesliga JBBL zum Einsatz. Ab 2013/14 sammelte er zudem Spielzeit in der 1. Regionalliga im Trikot von Albas zweiter Herrenmannschaft. Darüber hinaus spielte er mittlerweile für die Berliner in der Nachwuchs-Basketball-Bundesliga (NBBL) und gewann mit dem Verein 2014 die deutsche Meisterschaft in der Altersklasse U19.
In der Saison 2014/15 gehörte Wagner zum Bundesliga-Kader Alba Berlins: Am 2. Oktober 2014 beging er sein Erstliga-Debüt und kam im Laufe der Spielzeit auch zu Kurzeinsätzen in der Euroleague. Überwiegend spielte er jedoch weiterhin für Albas zweite Herrenmannschaft sowie das U19-Team in der NBBL.

### College

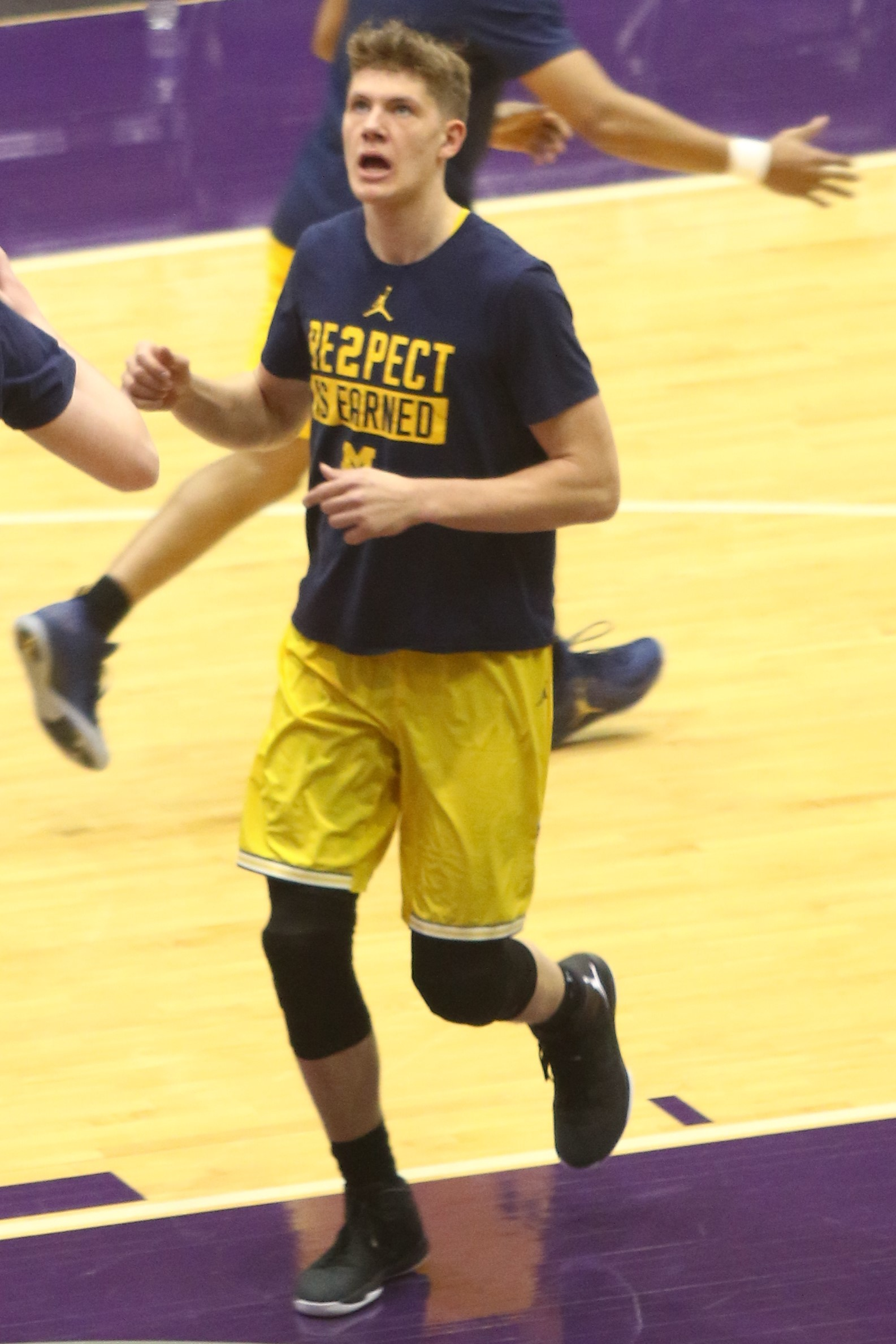
Wagner im März 2017

Zur Saison 2015/16 wechselte Wagner in die Vereinigten Staaten an die University of Michigan. Nachdem er in seiner Freshman-Saison in den USA mit einer mittleren Spielzeit von 8,6 Minuten pro Partie vorliebnehmen musste (und dabei 2,9 Punkte sowie 1,6 Rebounds je Einsatz erzielte), bekam Wagner als Sophomore in der Saison 2016/17 eine erheblich größere Rolle übertragen: Er wurde knapp 24 Minuten pro Spiel eingesetzt und war im Verlauf des Spieljahres mit einem Punkteschnitt von 12,1 drittbester Werfer seiner Mannschaft, die in der Endrunde der NCAA unter die Sweet Sixteen vorstieß und dort mit 68:69 der University of Oregon unterlag. Im April 2017 meldete sich Wagner zum NBA-Draft an, gab am 24. Mai jedoch seine Entscheidung bekannt, die Anmeldung zurückzuziehen und in der Saison 2017/18 fortgesetzt für die University of Michigan aufzulaufen.
Im Spieljahr 2017/18 erreichte er mit Michigan in der als March Madness bekannten NCAA Division I Basketball Championship das Endspiel, wobei er beim Halbfinalsieg in den Final Four gegen die Loyola Ramblers als erster Spieler seit Larry Bird (1979) und Hakeem Olajuwon (1983) über 20 Punkte und mindestens 15 Rebounds erzielte, nämlich 24 beziehungsweise 15. Im Endspiel verbuchte Wagner 16 Punkte, verlor die Partie aber mit seiner Mannschaft gegen Villanova (62:79). Insgesamt kam der Berliner in 38 Saisoneinsätzen auf einen Mittelwert von 14,6 Punkten je Begegnung und war damit bester Korbschütze der Wolverines. Darüber hinaus sammelte er pro Spiel im Schnitt 7,1 Rebounds ein, auch das bedeutete mannschaftsintern den Höchstwert.

### NBA
Nach Abschluss seiner Junior-Saison gab Wagner Mitte April 2018 seine Anmeldung zum Draft-Verfahren der NBA bekannt, entschied sich somit zum Schritt ins Profilager und verzichtete auf sein viertes und letztes Jahr als Senior an der University of Michigan. Im Juni 2018 sicherten sich die Los Angeles Lakers die Rechte an Wagner. Er wurde in der ersten Draft-Runde an insgesamt 25. Stelle ausgewählt. Aufgrund von Kniebeschwerden verpasste er Teile der Vorbereitung auf sein NBA-Premierenspieljahr. Ende Oktober 2018 wurde er ins Aufgebot der Ausbildungsmannschaft South Bay Lakers in der NBA G-League verschoben, um dort sein Aufbautraining nach der Knieverletzung fortzusetzen. Am 3. November 2018 bestritt er wie sein Landsmann Isaac Bonga sein erstes Spiel für die South Bay Lakers, stand bei der 106:108-Niederlage gegen die Stockton Kings 29 Minuten auf dem Feld und erzielte 17 Punkte. In der NBA stand er für die Los Angeles Lakers erstmals am 17. November 2018 im Spiel gegen die Orlando Magic auf dem Spielfeld, blieb bei seinem zweiminütigen Einstand jedoch ohne Punkte. Wagner kam in seinem ersten NBA-Jahr auf 40 Einsätze für Los Angeles, in denen er im Durchschnitt 4,7 Punkte erzielte. Seine beste Punktausbeute in einem Spiel waren 22 im März 2019 gegen Boston, als er erstmals in einer NBA-Partie in der Anfangsaufstellung stand.

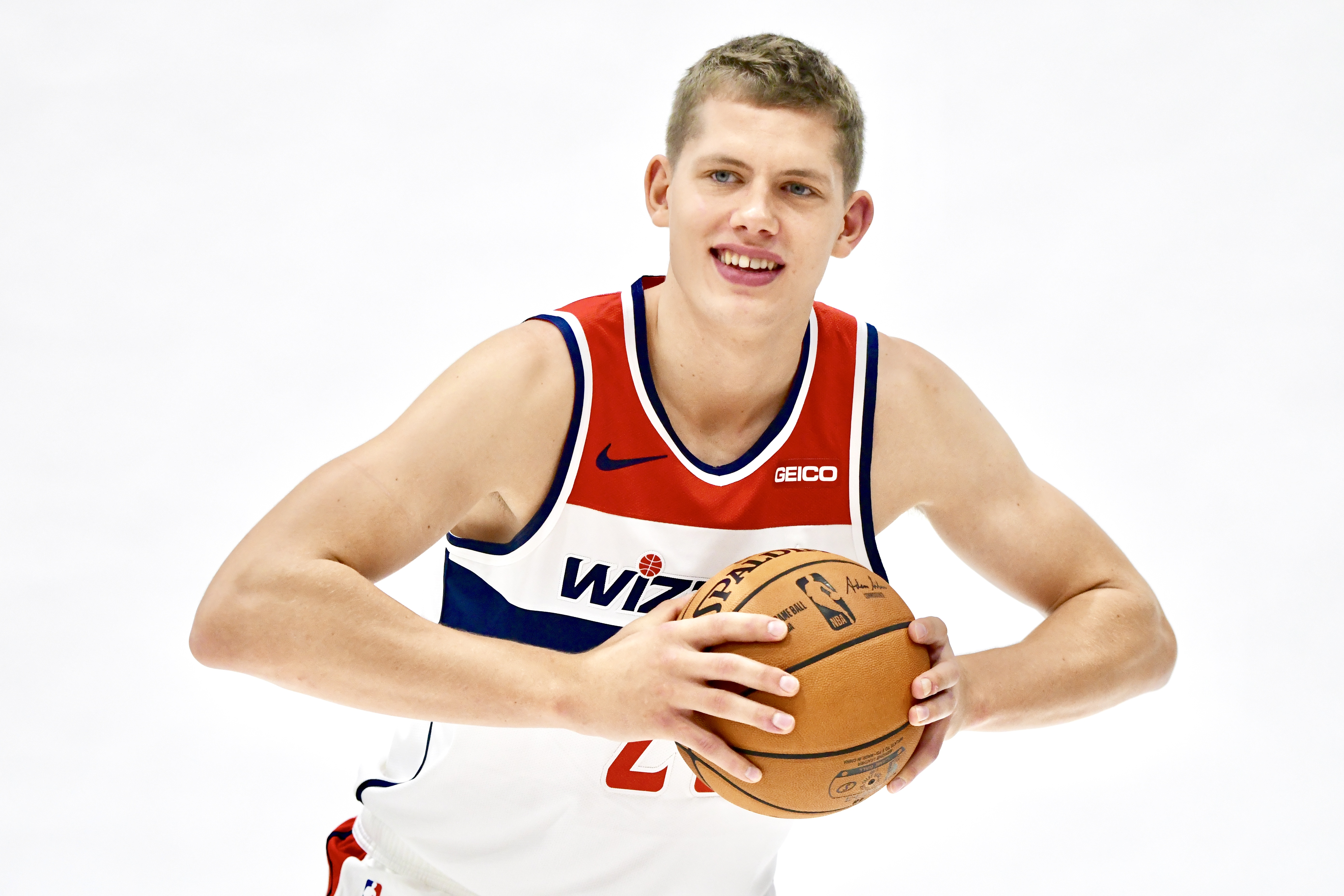
Moritz Wagner (2019)

Wagner wurde von den Lakers während der Sommerpause 2019 im Rahmen eines Tauschgeschäfts zusammen mit weiteren Spielern, darunter auch Isaac Bonga, an die Washington Wizards abgegeben. Mitte November 2019 stellte er bei Washingtons 137:116-Sieg über die Minnesota Timberwolves mit 30 Punkten und 15 Rebounds neue Höchstwerte seiner bisherigen NBA-Laufbahn auf. Ende März 2021 wurde Wagner nach knapp zwei Jahren bei den Washington Wizards zusammen mit Troy Brown in Austausch für Chandler Hutchinson und Daniel Gafford zu den Chicago Bulls getauscht, jedoch nur einige Stunden später, in Austausch für Daniel Theis an die Boston Celtics weitergegeben. Mitte April 2021 wurde Wagner aus Bostons Aufgebot gestrichen, damit die Mannschaft Jabari Parker verpflichten konnte. Wagner hatte bis zu diesem Zeitpunkt neun Spiele für Boston bestritten (1,2 Punkte und 2,1 Rebounds/Spiel). Am 27. April 2021 unterschrieb Wagner einen bis zum Ende der Saison 2020/21 geltenden Vertrag bei den Orlando Magic. In elf Saisonspielen für Orlando erzielte er im Durchschnitt elf Punkte sowie 4,9 Rebounds je Begegnung. Im August 2021 erhielt Wagner in Orlando einen teilweise garantierten Zwei-Jahres-Vertrag zum Mindestlohn für Veteranen (Spieler, der in der Vergangenheit mindestens einen NBA-Vertrag unterzeichnet hat). Er ist dort seitdem Mannschaftskamerad seines Bruders Franz. Im Dezember 2024 zog sich Wagner einen Kreuzbandriss des linken Knies zu.

## Nationalmannschaft
Wagner bestritt 2014 mit der deutschen Nationalmannschaft die U18-Europameisterschaft (B-Gruppe) in Bulgarien und gewann das Turnier mit der Auswahl des Deutschen Basketball Bundes. Bei der U20-EM im Sommer 2017, die die deutsche Mannschaft als Siebter beendete, war Wagner mit 16,1 Punkten pro Einsatz bester Werfer der DBB-Auswahl. Im August 2019 gab er in einem WM-Vorbereitungsspiel gegen Schweden seinen Einstand in der Herrennationalmannschaft. Wagner wurde im Juli 2021 als bester Spieler des Olympia-Qualifikationsturnier in Split ausgezeichnet, bei dem er die deutsche Mannschaft zur Teilnahme an den Sommerspielen in Tokio führte. Bei Olympia kam Wagner als drittbester deutscher Korbschütze auf 11 Punkte je Begegnung. Die Europameisterschaft 2022, die teilweise in seiner Heimatstadt Berlin ausgetragen wurde, verpasste er wegen einer Knöchelverletzung.
Bei der Weltmeisterschaft 2023 in Asien zog Wagner mit der deutschen Mannschaft ungeschlagen ins Endspiel ein. Zum als geschichtsträchtig eingestuften Halbfinalerfolg der Deutschen über die Vereinigten Staaten trug er zehn Punkte bei. Beim Endspielsieg gegen Serbien (83:77) erzielte er acht Punkte.
Wagner war im Sommer 2024 Teilnehmer der Olympischen Spiele und wurde in Paris mit der deutschen Mannschaft Vierter.

## Spielweise
Wagners Spiel zeichnet sich durch einen guten Distanzwurf aus. Zudem ist er durch seine Beweglichkeit in der Lage, an ähnlich großen Gegenspielern per Dribbling vorbeizuziehen und anschließend in Korbnähe zum Abschluss zu kommen. Außerdem kommen ihm seine Beweglichkeit und Schnelligkeit beim Umschalten von Verteidigung auf Angriff zugute. Er sei als „sehr dünner Junge“ in die USA gegangen und habe im Laufe seiner Zeit im College an Muskelmasse zugelegt, so Wagner im Jahr 2018.

## Karriere-Statistiken

### NBA

#### Hauptrunde
| Saison  | Team                          | GP  | GS | MPG  | FG % | 3P % | FT % | RPG | APG | SPG | BPG | PPG  |
| ------- | ----------------------------- | --- | -- | ---- | ---- | ---- | ---- | --- | --- | --- | --- | ---- |
| 2018–19 | L.A. Lakers                   | 43  | 5  | 10.4 | .415 | .286 | .811 | 2.0 | 0.6 | 0.3 | 0.3 | 4.8  |
| 2019–20 | Washington                    | 45  | 5  | 18.6 | .545 | .313 | .821 | 4.9 | 1.2 | 0.6 | 0.4 | 8.7  |
| 2020–21 | Washington / Boston / Orlando | 45  | 29 | 16.0 | .454 | .341 | .816 | 3.2 | 1.1 | 0.6 | 0.4 | 6.9  |
| 2021–22 | Orlando                       | 63  | 3  | 15.2 | .497 | .328 | .806 | 3.7 | 1.4 | 0.3 | 0.2 | 9.0  |
| 2022–23 | Orlando                       | 57  | 18 | 19.5 | .500 | .313 | .841 | 4.5 | 1.5 | 0.6 | 0.2 | 10.5 |
| 2023–24 | Orlando                       | 80  | 1  | 17.7 | .601 | .313 | .814 | 4.3 | 1.2 | 0.5 | 0.3 | 10.9 |
| Gesamt  | Gesamt                        | 333 | 59 | 16.5 | .521 | .320 | .820 | 3.9 | 1.2 | 0.5 | 0.3 | 8.8  |

#### Playoffs
| Saison  | Team    | GP | GS | MPG  | FG % | 3P % | FT % | RPG | APG | SPG | BPG | PPG |
| ------- | ------- | -- | -- | ---- | ---- | ---- | ---- | --- | --- | --- | --- | --- |
| 2023–24 | Orlando | 7  | 0  | 15.0 | .444 | .222 | .588 | 4.4 | 0.3 | 0.9 | 0.4 | 6.3 |
| Gesamt  | Gesamt  | 7  | 0  | 15.0 | .444 | .222 | .588 | 4.4 | 0.3 | 0.9 | 0.4 | 6.3 |

### College
| Saison  | Team     | GP  | GS | MPG  | FG % | 3P % | FT % | RPG | APG | SPG | BPG | PPG  |
| ------- | -------- | --- | -- | ---- | ---- | ---- | ---- | --- | --- | --- | --- | ---- |
| 2015–16 | Michigan | 30  | 0  | 8.6  | .607 | .167 | .556 | 1.6 | .1  | .2  | .2  | 2.9  |
| 2016–17 | Michigan | 38  | 38 | 23.9 | .560 | .395 | .726 | 4.2 | .5  | 1.0 | .4  | 12.1 |
| 2017–18 | Michigan | 39  | 39 | 27.6 | .528 | .394 | .694 | 7.1 | .8  | 1.0 | .5  | 14.6 |
| Gesamt  | Gesamt   | 107 | 77 | 21.0 | .547 | .385 | .698 | 4.5 | .5  | .8  | .4  | 10.4 |

### Bundesliga
| Saison  | Team   | GP | GS | MPG | FG % | 3P % | FT % | RPG | APG | SPG | BPG | PPG |
| ------- | ------ | -- | -- | --- | ---- | ---- | ---- | --- | --- | --- | --- | --- |
| 2014–15 | Berlin | 4  | 0  | 3.4 | .600 | .500 | .500 | 0.5 | 0.0 | 0.3 | 0.3 | 2.3 |
| Gesamt  | Gesamt | 4  | 0  | 3.4 | .600 | .500 | .500 | 0.5 | 0.0 | 0.3 | 0.3 | 2.3 |

## Erfolge und Auszeichnungen

### Als Nationalspieler
- Goldmedaille bei der Weltmeisterschaft 2023
- MVP des Olympia-Qualifikationsturniers in Split 2021
- Goldmedaille bei der FIBA U18 B-Europameisterschaft 2014

### Auszeichnungen
- NBA Rising Star: 2020